# Novigradsko more
Novigradsko more je zaljev Jadranskog mora.
Prirodno-zemljopisno, ovaj kraj u sklopu duboko uvučenog Velebitskog kanala čini vrlo složen, posebit, privlačan i izuzetno osjetljiv prostor, specifičnih reljefnih, geoloških, hidroloških, klimatskih i bioloških obilježja.
Novigradsko more je duboko uvučeni morski zaljev na istočnoj strani Jadranskog mora, u Hrvatskoj (regija Jadranska Hrvatska, Zadarska županija) površine 28,65 km². Dijele ga općine Posedarje, Jasenice, Novigrad i Grad Obrovac. Povezano je s Velebitskim (Podgorskim ili Planinskim) kanalom na sjeverozapadu Novskim (ili Masleničkim) ždrilom, a s Karinskim morem na JI Karinskim ždrilom. Dužina zaljeva u smjeru zapad-istok je 11,0 km, a najveća širina je 4,8 km. Dužina obala Novigradskog mora je 29,7 km. Najveća dubina od 38 m nalazi se neposredno pri ulazu u Novsko ždrilo, a dubine ispod 30 m zauzimaju samo mali dio ispred Novskog ždrila. Dubine ispod 20 m zauzimaju više od 50% površine zaljeva. Dno je uglavnom muljevito, uz obalu hridinasto. Pješčanog dna ima na ušćima Zrmanje, Bašćice i Slapaće te kod Maslenice, a šljunčanog dijelom ispred Telice i u pojedinim uvalama. Od brojnih uvala i uvalica istaknutije su Novigradska draga (luka Novigrad), Gornja i Donja draga (Ivandići), Cala Sophy, Rezanska plaža, Karaul (Podgradina), plitke i zamočvarene uvalice zabokrek i luka na ušću Bašćice (Posedarje), u. Maslenica, u. Zališće, Volarica, Krilo, Podvrta (Jasenice), u. Prdelj, u. Dumićina, u. Pomišalj i u. Kozjak (Kruševo) te male uvalice Stambac, Lilo, Medvidak, Prljevica, Bilišina, Ladina, Banj, Juriša, Nazret, Škera (Novigrad).
U Novigradsko more ulijeva se Zrmanja, duga 69 km i porječjem od 554 km². U odnosu na ukupnu zapremninu Novigradskog mora (511,5 x 106 m³), Zrmanja donese godišnje u prosjeku 2,3 puta više vode (1167 x 106 m³) nego što iznosi njegova zapremnina. Naime, prosječni protok na ušću je 37 m3/sec. Stoga je utjecaj Zrmanje izuzetno jak, presudan za fizička, kemijska, biološka i opća geografska svojstva Novigradskog mora. Osim Zrmanje značajne su još pritoke Bašćica, Draga, Slapaca i druge manje, a važne su i vode koje dotječu iz Karinskog mora u koje utječu Karišnica i Bijela.
Bašćica je duga 19,5 km, a površina slivne zone je 69². Na njoj su i dva umjetna jezera (Vlacine i Grabovac) izgrađena za potrebe natapanja poljoprivrednih površina. Novigradska Draga dužine oko 11 km s Mošunjom (duga oko 10 km), ima slivnu zonu površine oko 58 km&sup2, ali su tokovi slabi i gube vodu u brojnim ponorima, tako da vode rijetko dopiru do mora u samom Novigradu.
Nekad, dok je na Zemlji vladalo ledeno doba (pleistocen), do prije 10.000 godina Zrmanja je u čvrstim karbonatnim stijenama usijecala kanjonsku dolinu, a tamo gdje su stijene u podlozi bile mekše stvorena su niska uravnjena polja.
Kada je na Zemlji zatoplilo, otopio se velik dio svjetskog leda, a morska razina se podigla za oko 100 m. Tada je morem preplavljen današnji sjeverni Jadran pa je i donji dio složene riječne doline Zrmanje potopljen morem koje se uvuklo duboko u njenu dolinu. Tako su nastali Velebitski kanal, Novigradsko i Karinsko more u prostranim riječnim proširenjima Zrmanje i Karišnice, a u dijelu sutjeske Novigradsko ždrilo.
Novsko ždrilo vrlo je strmo usječeno u vapnence krškog poda pa se često naziva kanjonom, jer se radi o duboko usječenom klancu tj. sutjesci. Ovaj tjesnac nastao je dugotrajnom riječnom erozijom Zrmanje u doba nakon sto je, otprilike prije 40.000 godina ta rijeka skrenula svoj tok prema zapadu (prije je otjecala ka Krki) i kada je imala znatno veću snagu nego danas, a morska obala se nalazila znatno dalje od današnje. Izdizanjem morske razine zbog otapanja leda na polovima i visokim planinama nakon prestanka posljednjeg ledenog doba, potopljeno je ne samo ovo ždrilo nego i cijeli Velebitski kanal i Sjeverni Jadran. 
Nagibi padina u ždrilu dostižu i 60°, a nisu rijetki pojedini gotovo potpuno okomiti odsjeci. Kolebanja temperatura mora u zaljevu su znatna zbog dotoka hladne vode zimi i jakog zagrijavanja ljeti, pa dosežu i do 22°C na oko 5 m dubine. Za jakih zimskih hladnoća površina mora zna i zalediti, pa i u cjelokupnoj površini. 
Slanoća Novigradskog mora je manja nego otvorena Jadrana i povećava se s dubinom jer se zaslađena voda, specifično lakša, drži površinskog sloja. Salinitet na površini varira između 1,46‰ i 35,77‰, a u dubljim slojevima između 35‰ i 38‰. Zbog veće količine različitih mineralnih soli (silikati), prozirnost obično nije veća od 5 m.
Novigradsko more je i dragocjen izvor hrane. Postoje prirodni preduvjeti za rast pojedinih školjaka i zadržavanje ribe. Umjetan uzgoj dosad nije dao većih rezultata jer očigledno nisu uzeti u obzir svi prirodni i društveni činitelji koji utječu na složenu životnu ravnotežu u ovom moru.
Negativni utjecaj nekadašnje tvornice glinice kod Obrovca, buka suvremenih glisera i brodova, otpadne vode, prenaglašena izgradnja uz same obale, brojnost autocesta i cesta u neposrednoj blizini itd., prijetnja su biološkoj ravnoteži u donjem toku Zrmanje i Novigradskom moru, pa se obnovi i očuvanju ovog privlačnog, ali osjetljivog dijela Jadrana mora posvetiti pojačana pozornost i briga da ne bi došlo do promjena koje bi mogle bitno devastirati akvatorij, a time pogoršati i uvjete života ljudi na njegovim obalama.